# Svatá Theodota
Svatá Theodota byla matka svatých Kosmy a Damiána.

## Život
Žila ve 3. století. Její pohanský manžel zemřel v dětství svatých Kosmy a Damiána. Byla silnou křesťankou a své syny vychovala v křesťanské víře. Svým vlastním příkladem a čtením svatých knih svatá Theodota zachovala své děti v čistotě života podle příkazu Pána a Kosma a Damián vyrostli ve spravedlivé a ctnostné muže. Více informací není známo.
Zemřela asi roku 250. 
Její svátek se slaví 2. ledna v katolické církvi a 1. listopadu v pravoslavné církvi.